# Список дипломатических миссий Грузии

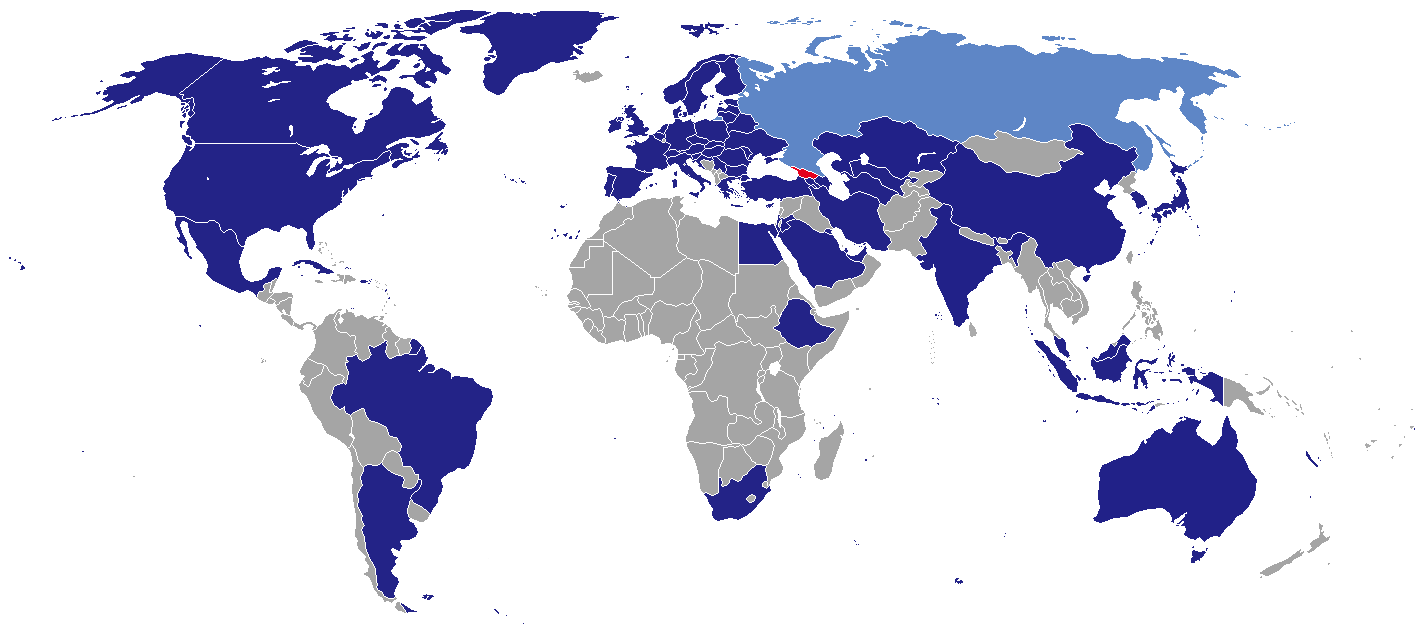

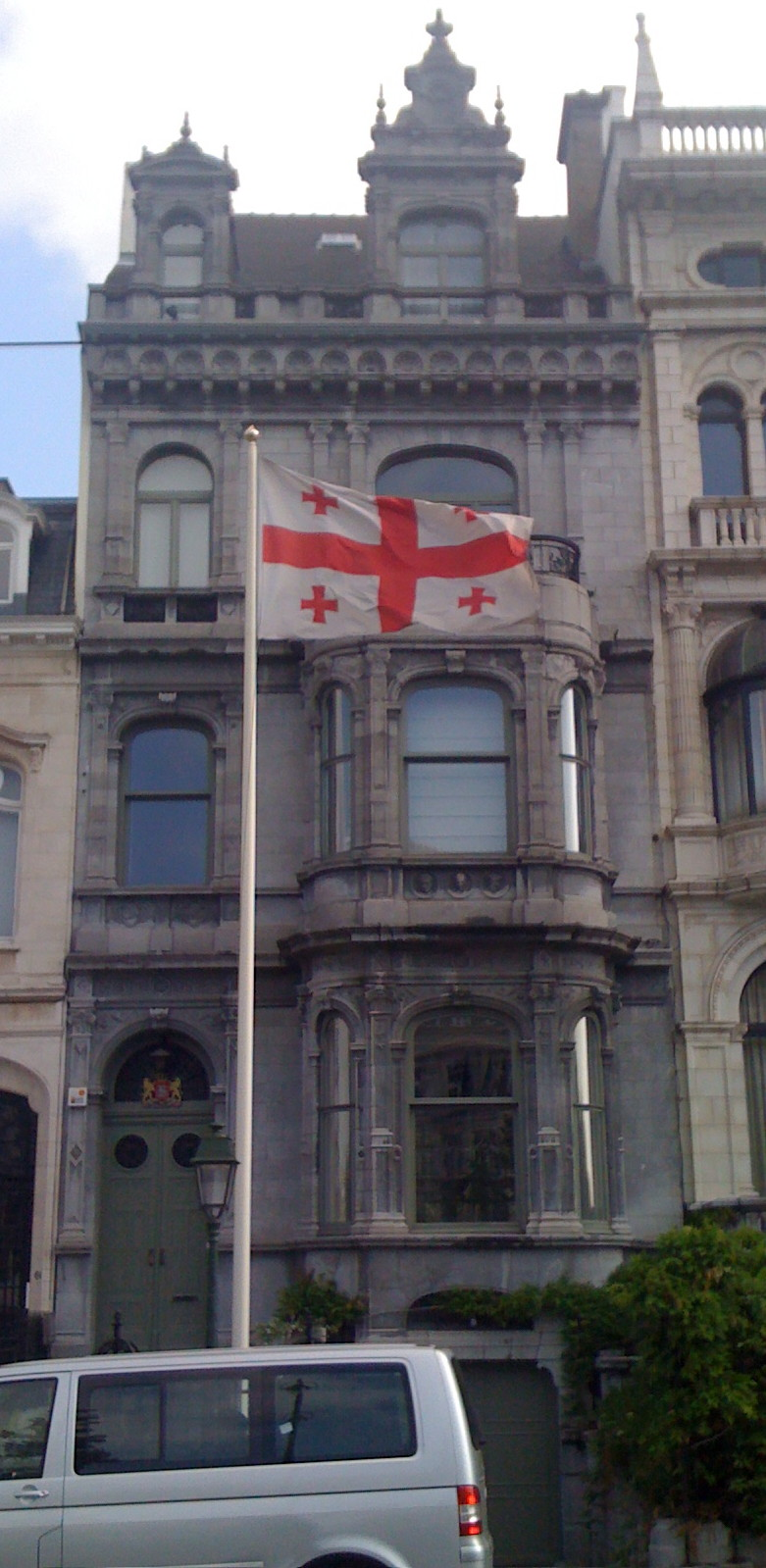
Посольство Грузии в Брюсселе

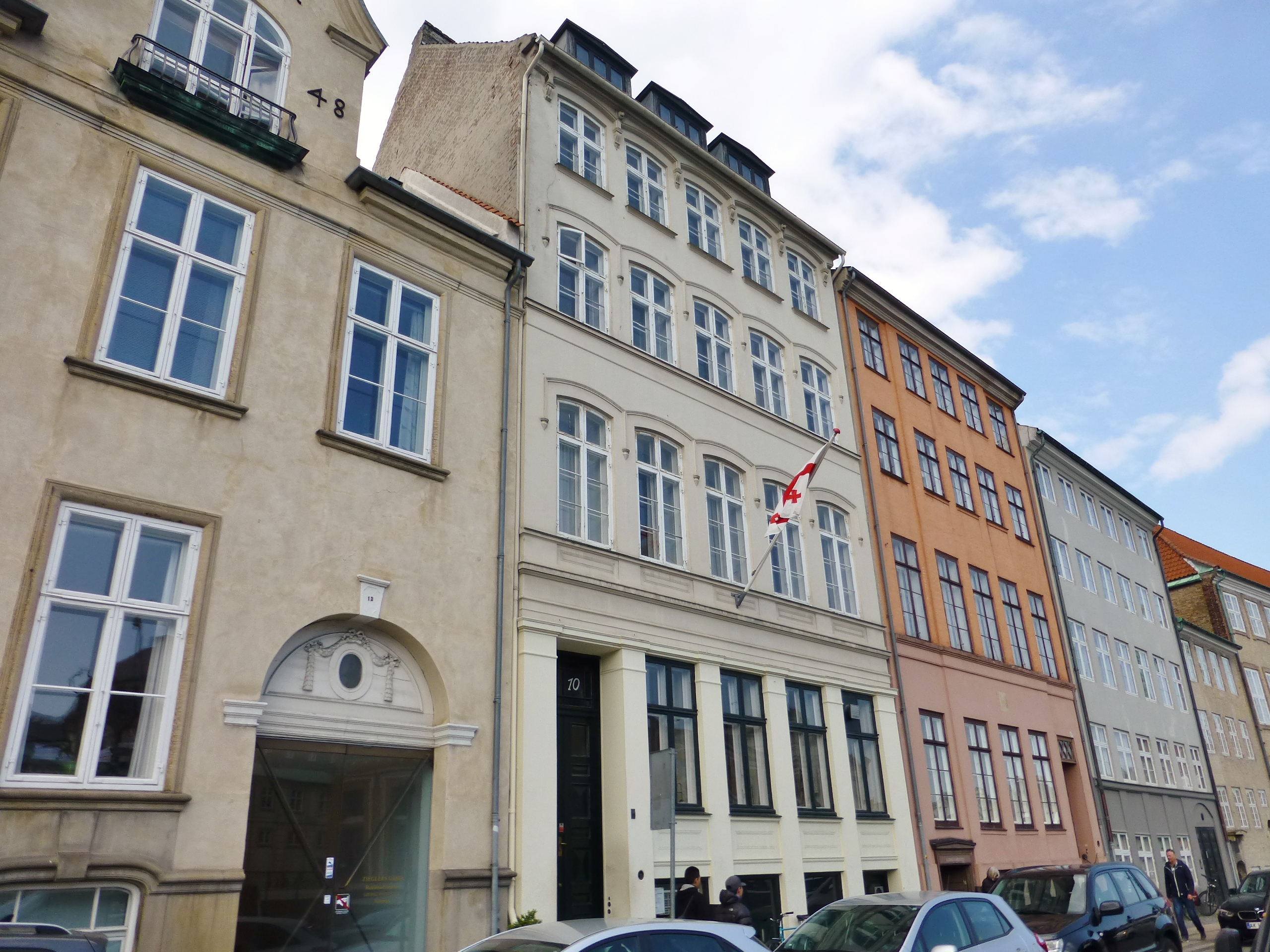
Посольство Грузии в Копенгагене

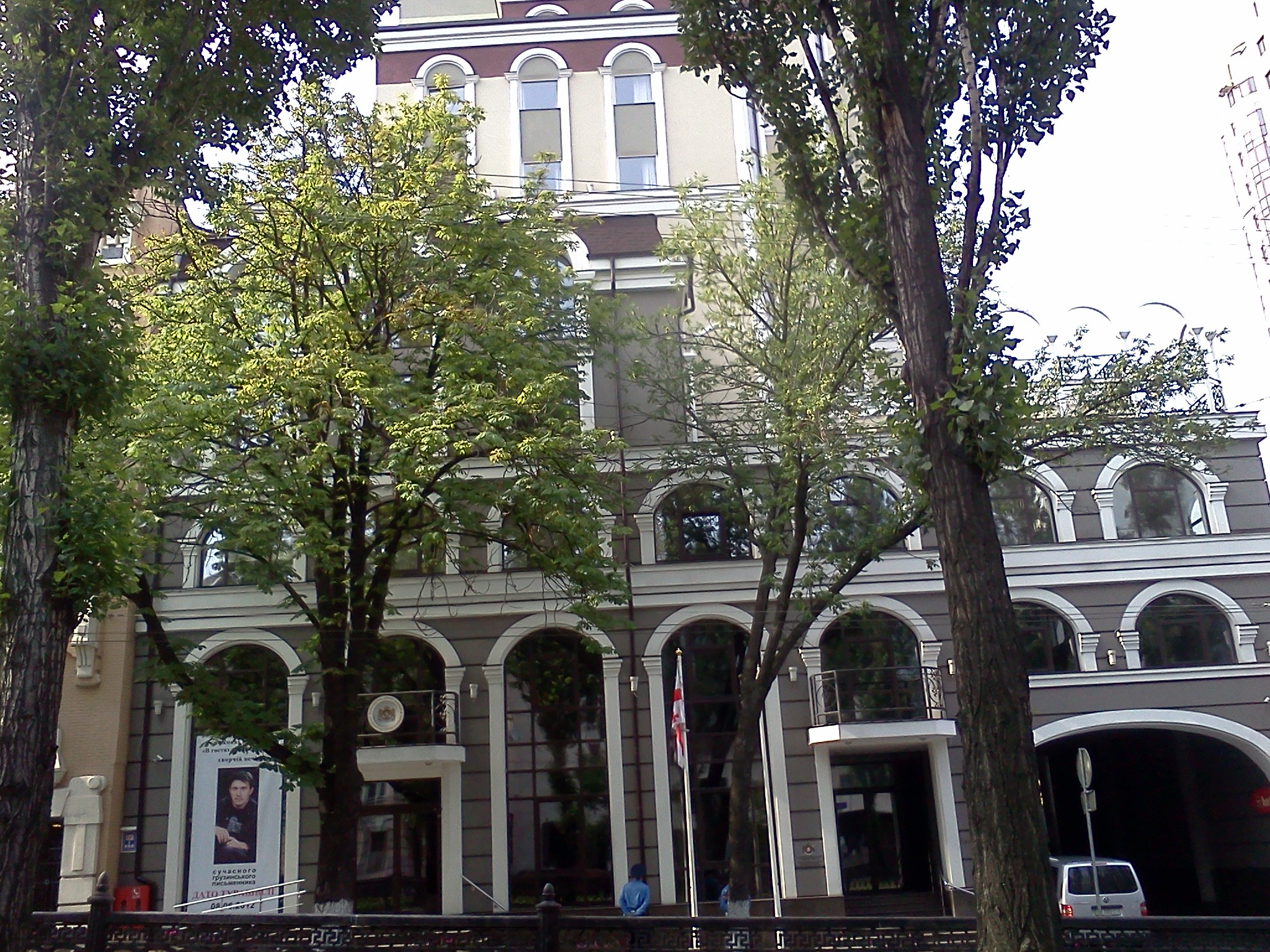
Посольство Грузии в Киеве

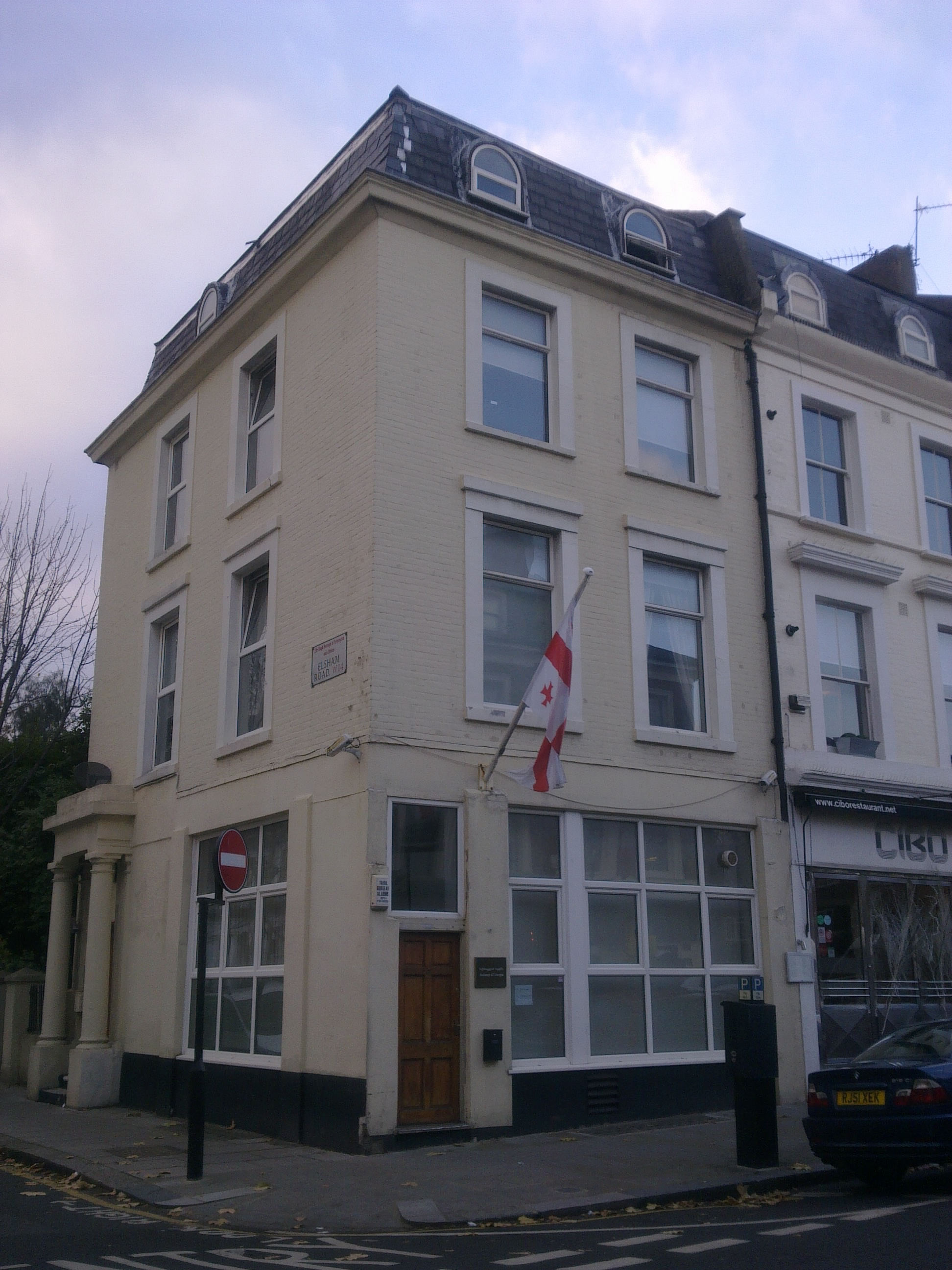
Посольство Грузии в Лондоне

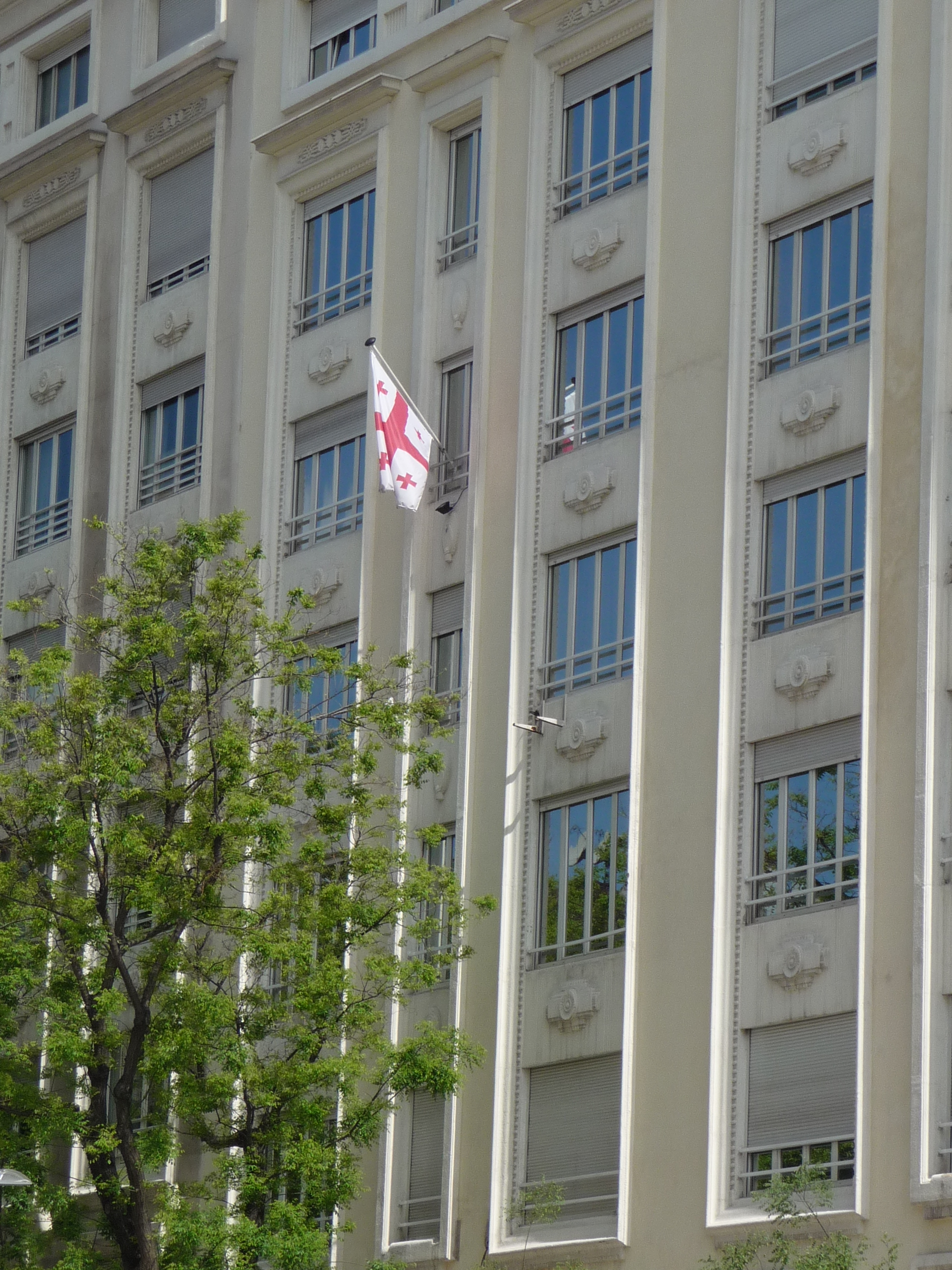
Посольство Грузии в Мадриде

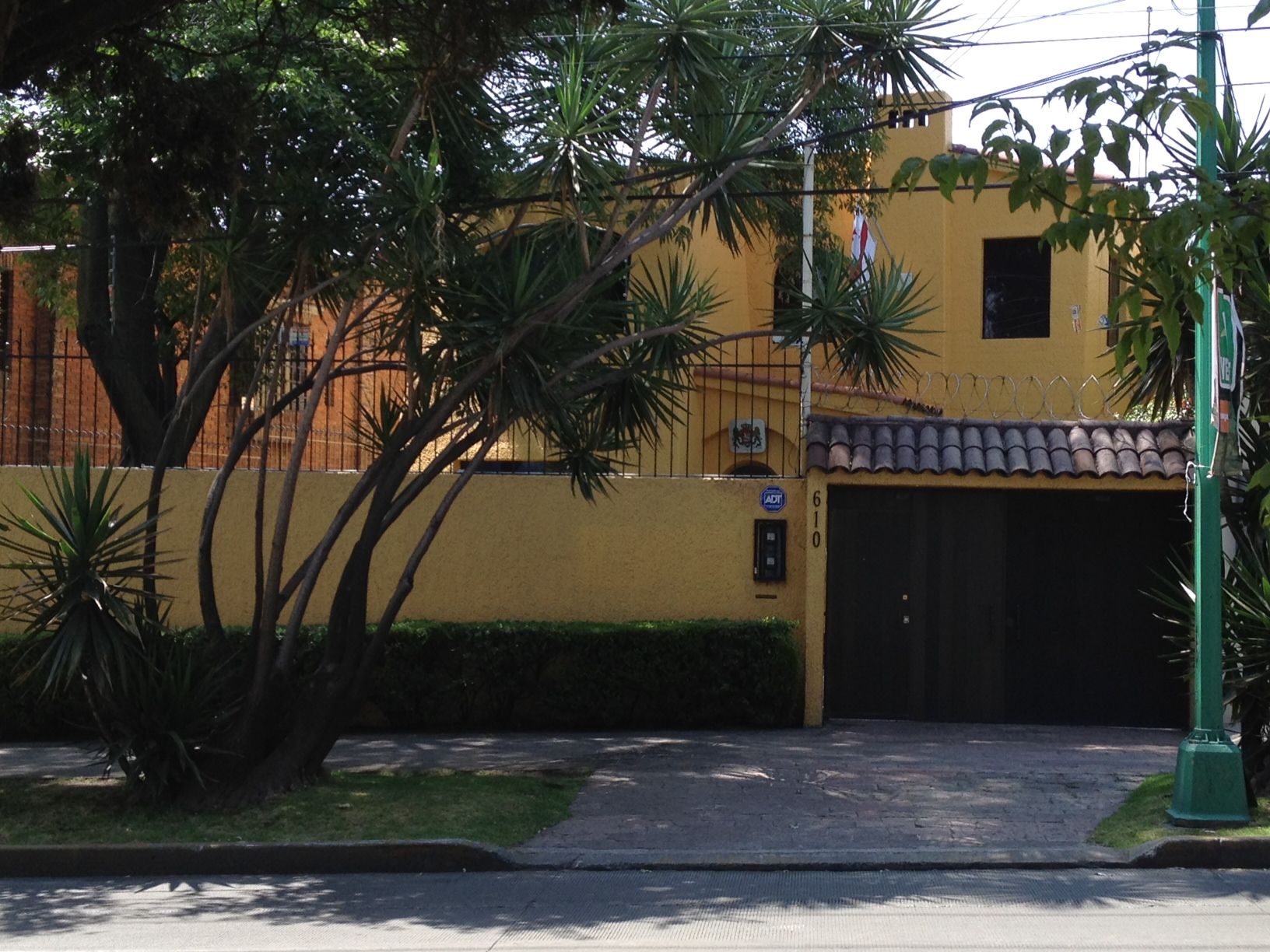
Посольство Грузии в Мехико

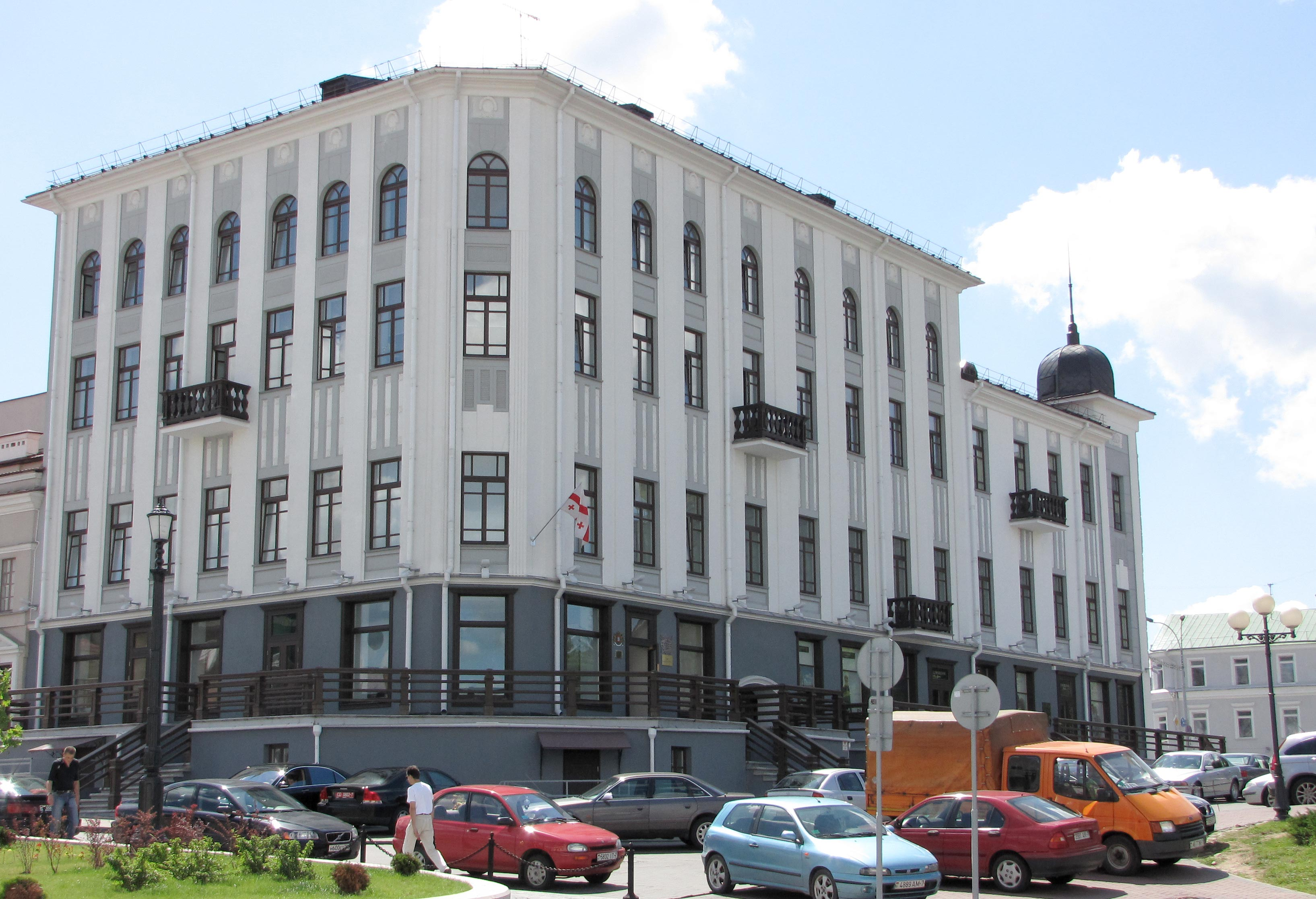
Посольство Грузии в Минске

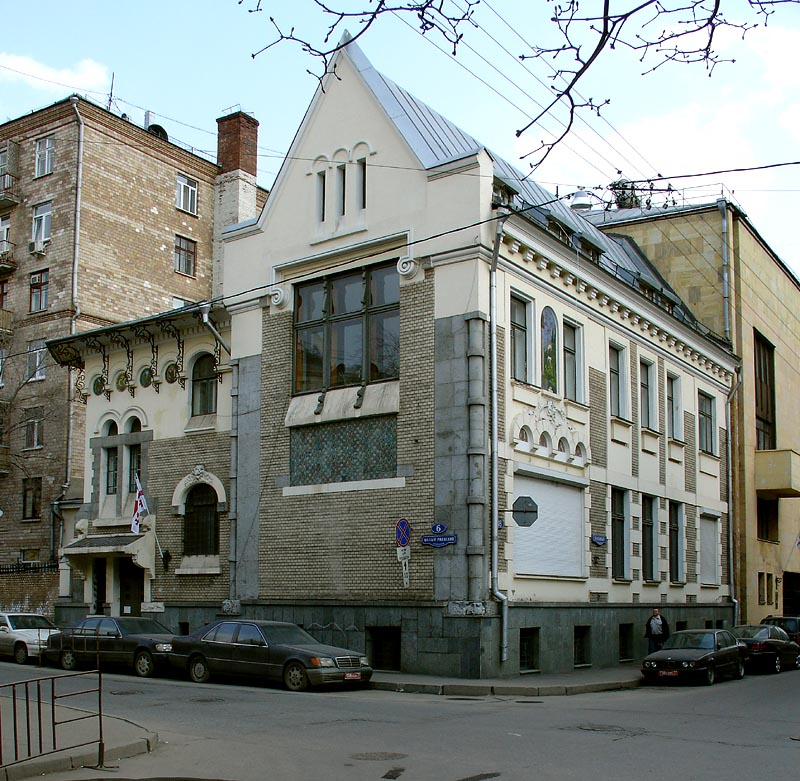
Секция посольства Швейцарии в Москве (грузинские интересы)

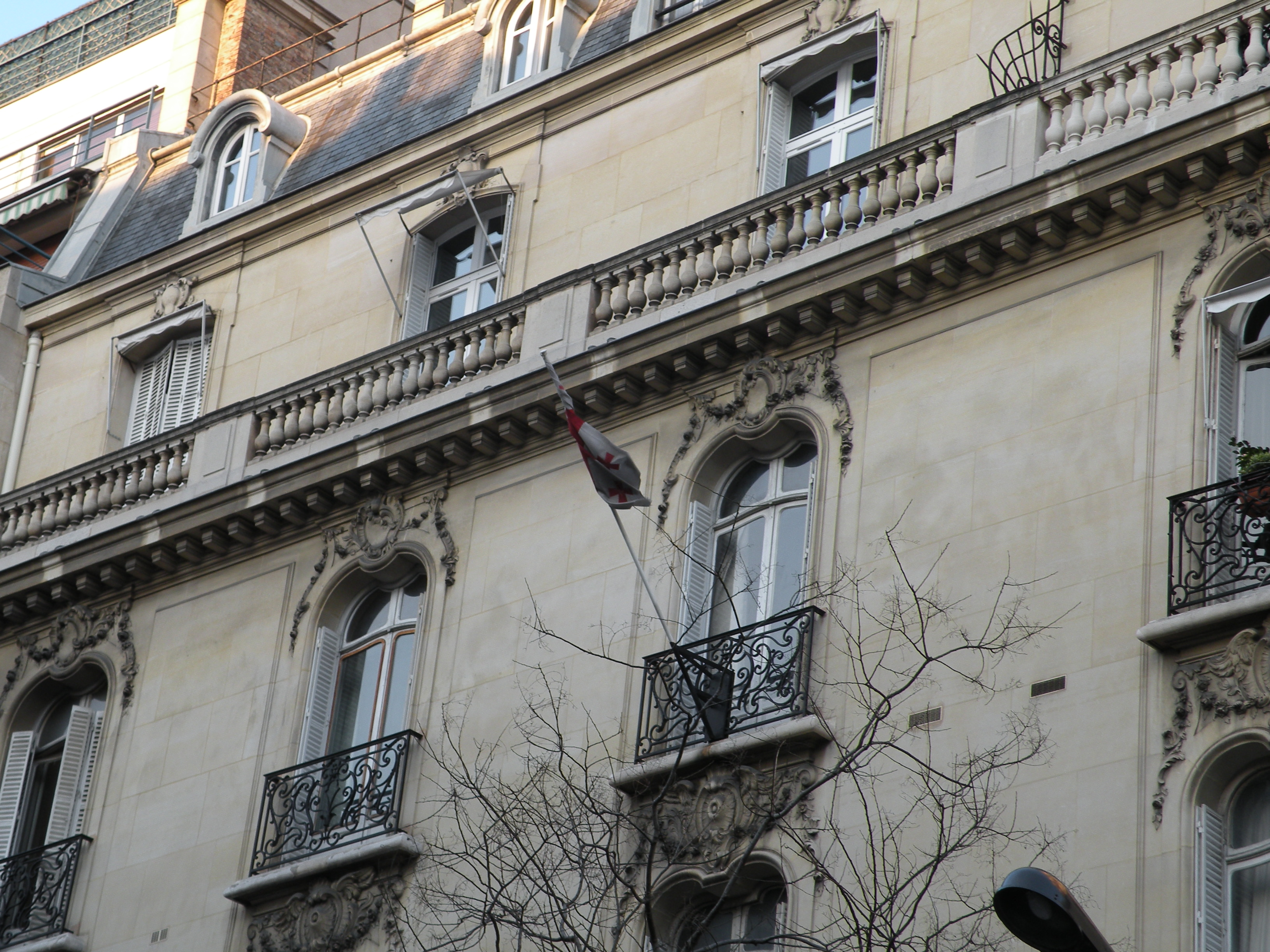
Посольство Грузии в Париже

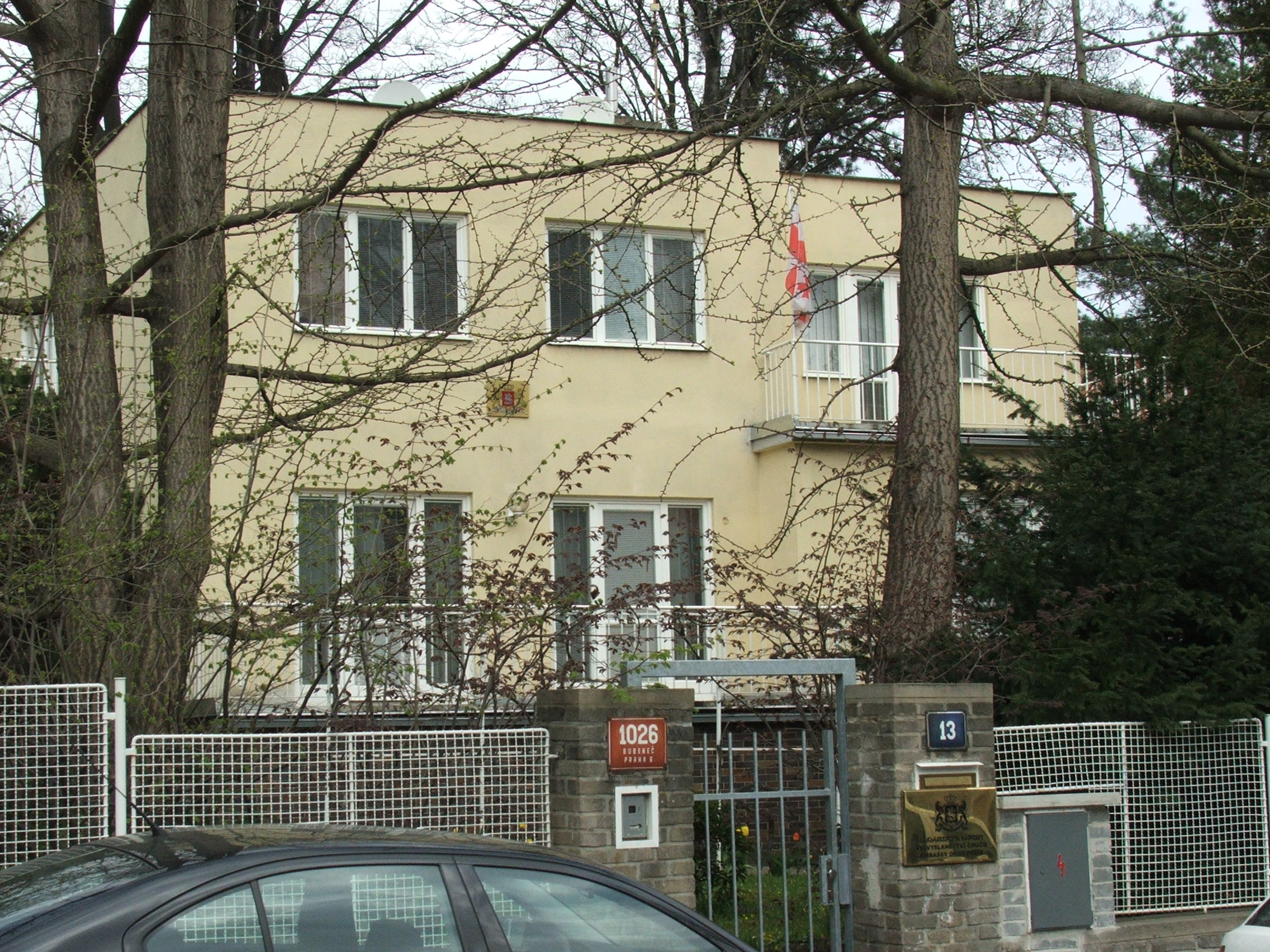
Посольство Грузии в Праге

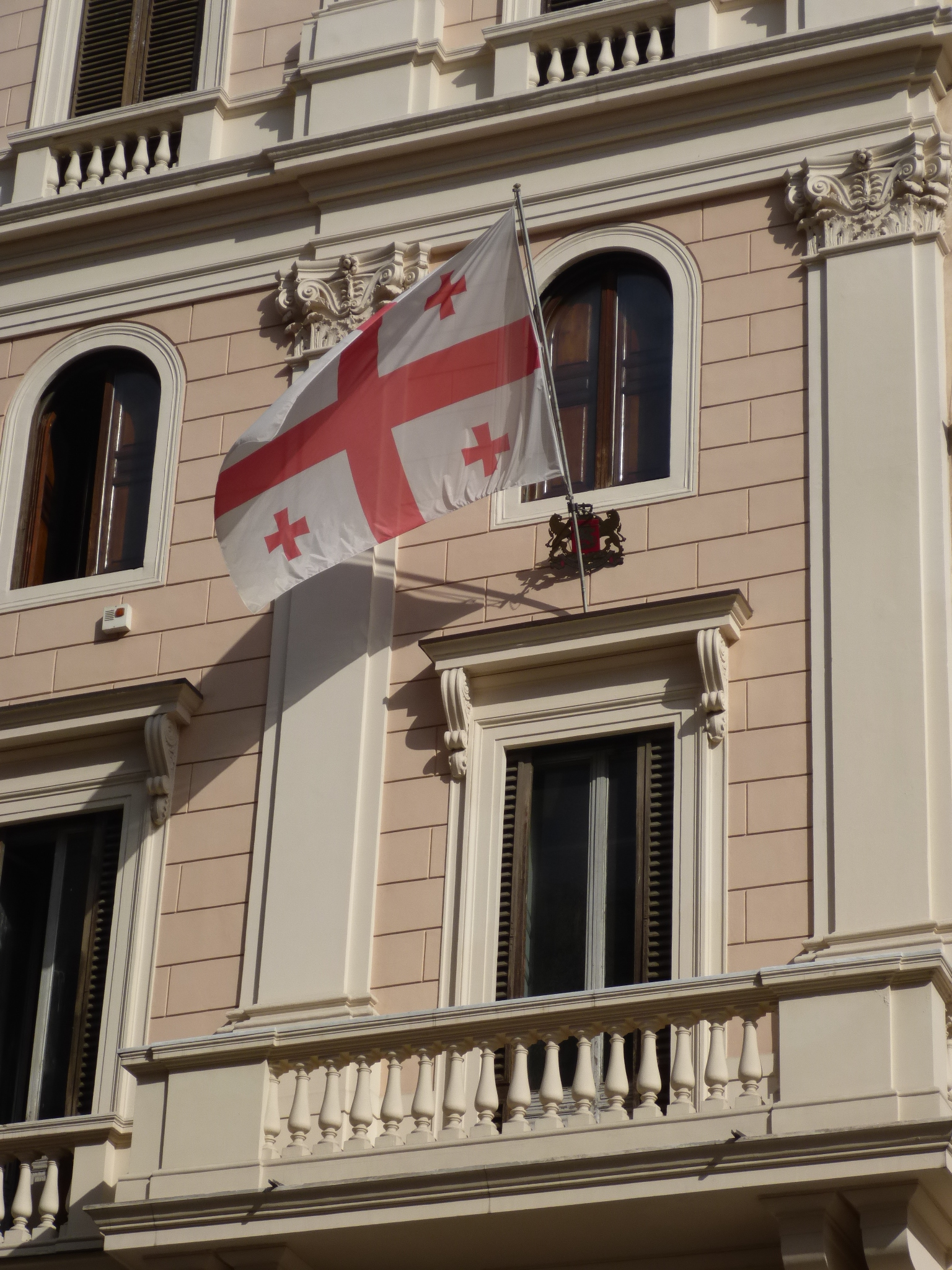
Посольство Грузии в Риме

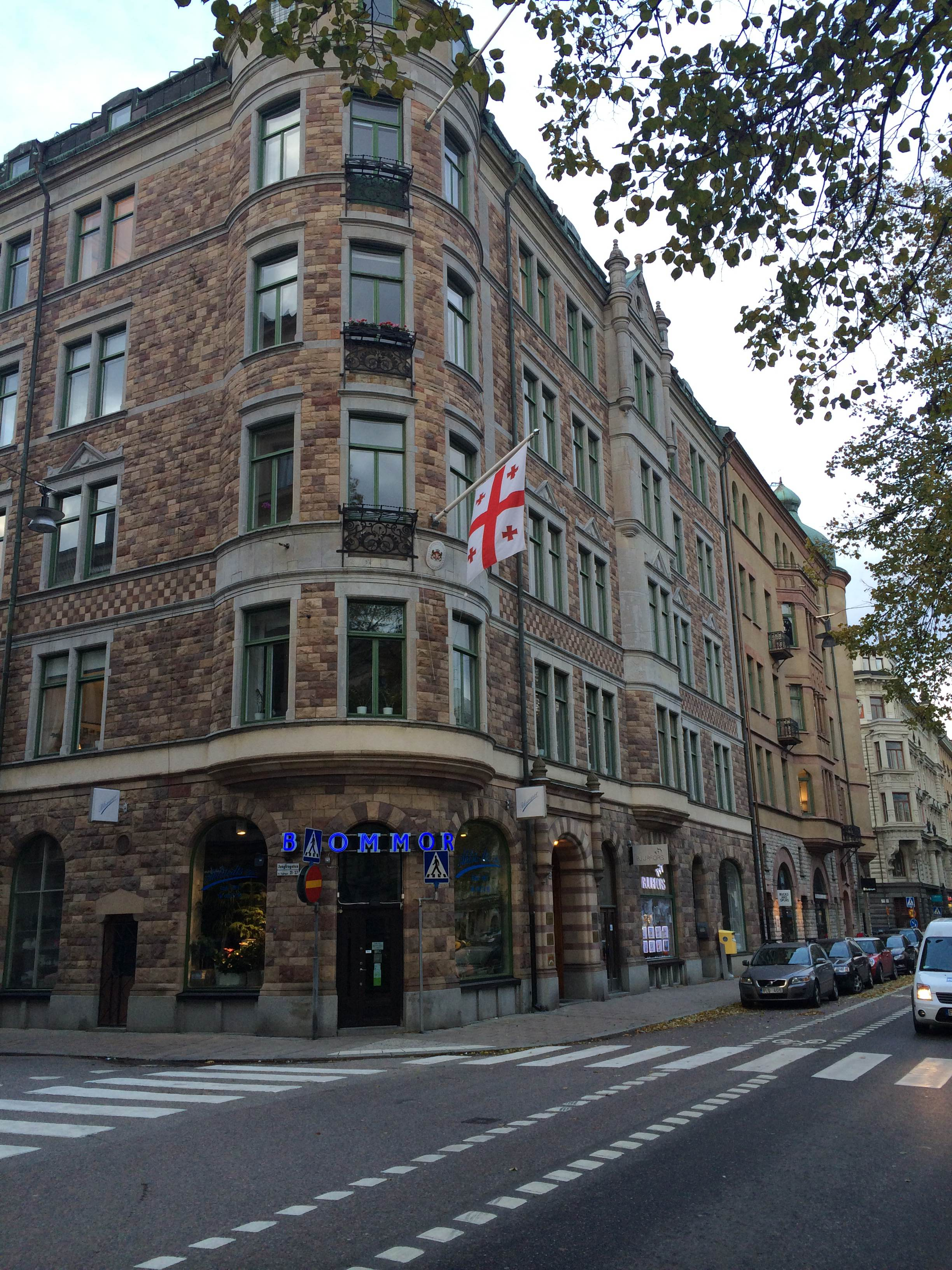
Посольство Грузии в Стокгольме

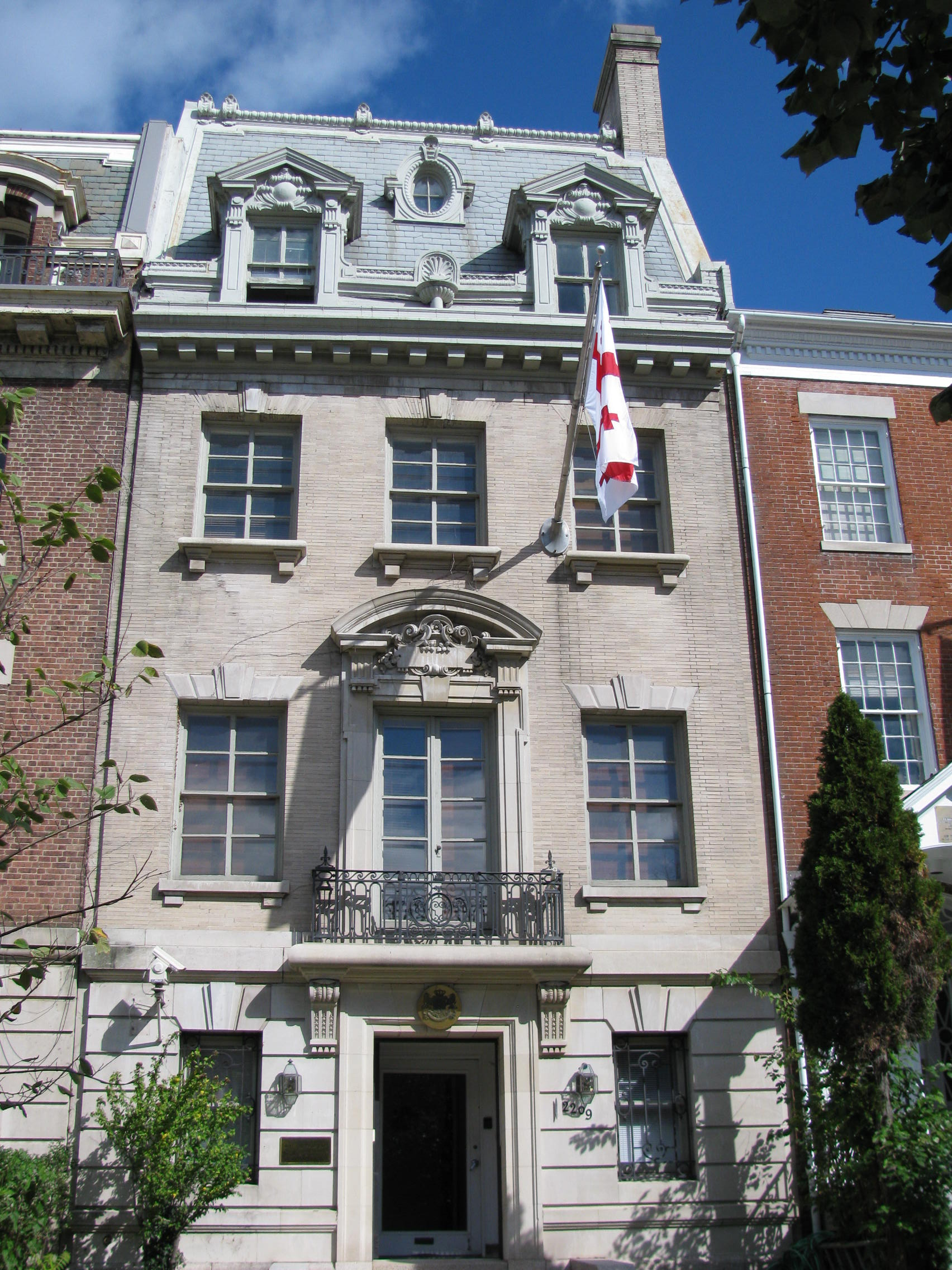
Посольство Грузии в Вашингтоне, округ Колумбия

Список дипломатических миссий Грузии — перечень дипломатических миссий (посольств) и генеральных консульств Грузии в странах мира (не включает почётных консульств).

## Африка
- Египет
  - Каир (посольство)
- Эфиопия
  - Аддис-Абеба (посольство)
- Южная Африка
  - Претория (посольство)

## Северная Америка
- Канада
  - Оттава (посольство)
- Мексика
  - Мехико (посольство)
- США
  - Вашингтон (посольство)
  - Нью-Йорк (генеральное консульство)

## Южная Америка
- Аргентина
  - Буэнос-Айрес (посольство)
- Бразилия
  - Бразилиа (посольство)

## Азия
- КНР
  - Пекин (посольство)
- Индия
  - Нью-Дели (посольство)
- Индонезия
  - Джакарта (посольство)
- Иран
  - Тегеран (посольство)
- Израиль
  - Тель-Авив (посольство)
- Япония
  - Токио (посольство)
- Иордания
  - Амман (посольство)
- Казахстан
  - Астана (посольство)
- Республика Корея
  - Сеул (посольство)
- Кувейт
  - Эль-Кувейт (посольство)
- Малайзия
  - Куала-Лумпур (посольство)
- Катар
  - Доха (посольство)
- Саудовская Аравия
  - Эр-Рияд (посольство)
- Турция
  - Анкара (посольство)
  - Стамбул (генеральное консульство)
  - Трабзон (генеральное консульство)
- Туркмения
  - Ашхабад (посольство)
- Узбекистан
  - Ташкент (посольство)

## Европа
- Австрия
  - Вена (посольство)
- Азербайджан
  - Баку (посольство)
- Армения
  - Ереван (посольство)
- Белоруссия
  - Минск (посольство)
- Бельгия
  - Брюссель (посольство)
- Болгария
  - София (посольство)
- Республика Кипр
  - Никосия (посольство)
- Чехия
  - Прага (посольство)
- Дания
  - Копенгаген (посольство)
- Эстония
  - Таллин (посольство)
- Финляндия
  - Хельсинки (посольство)
- Франция
  - Париж (посольство)
- Германия
  - Берлин (посольство)
- Греция
  - Афины (посольство)
  - Салоники (генеральное консульство)
- Ватикан
  - Ватикан (посольство)
- Венгрия
  - Будапешт (посольство)
- Ирландия
  - Дублин (посольство)
- Италия
  - Рим (посольство)
- Латвия
  - Рига (посольство)
- Литва
  - Вильнюс (посольство)
- Молдавия
  - Кишинёв (посольство)
- Нидерланды
  - Гаага (посольство)
- Норвегия
  - Осло (посольство)
- Польша
  - Варшава (посольство)
- Португалия
  - Лиссабон (посольство)
- Румыния
  - Бухарест (посольство)
- Россия
  - Москва (секция интересов)
  - Махачкала.(генеральное консульство)
- Словакия
  - Братислава (посольство)
- Словения
  - Любляна (посольство)
- Испания
  - Мадрид (посольство)
  - Барселона (генеральное консульство)
- Швеция
  - Стокгольм (посольство)
- Швейцария
  - Берн (посольство)
- Украина
  - Киев (посольство)
  - Одесса (генеральное консульство)
- Великобритания
  - Лондон (посольство)

## Океания
- Австралия
  - Канберра (посольство)

## Международные организации
- Брюссель (постоянное представительство при ЕС и НАТО)
- Женева (постоянное представительство при Организации Объединенных Наций и других международных организаций)
- Нью-Йорк (постоянное представительство при Организации Объединенных Наций)
- Париж (постоянное представительство при Организации экономического сотрудничества и развития и ЮНЕСКО)
- Рим (постоянное представительство при продовольственной и сельскохозяйственной организации)
- Страсбург (постоянное представительство при Совете Европы)
- Вена (постоянное представительство при организации по безопасности и сотрудничеству в Европе)